# Agestrata antoinei
Agestrata antoinei es una especie de escarabajo del género Agestrata, familia Scarabaeidae. Fue descrita científicamente por Allard en 1995.
Se distribuye por Filipinas, en la isla de Palawan.